# Ariel Atom
Ariel Atom – sportowy samochód produkowany przez Ariel Ltd zlokalizowane w Anglii. Samochód jest także produkowany na licencji w Stanach Zjednoczonych przez Brammo Motorsports. Ariel produkowany jest w trzech wersjach: Ariel Atom, Ariel Atom 2 oraz Ariel Atom 3. Najnowszy model to Ariel Atom V8, który jest także najmocniejszy. Model Atom V8 jest wyposażony w silnik o mocy 500 KM.
23 stycznia 2011 wersja Atom 500 ustanowiła czasem 1:15,1 rekord okrążenia toru testowego Top Gear, został on pobity 27 stycznia 2013 przez samochód Pagani Huayra (1:13,8).